# Yekwon Sunwoo

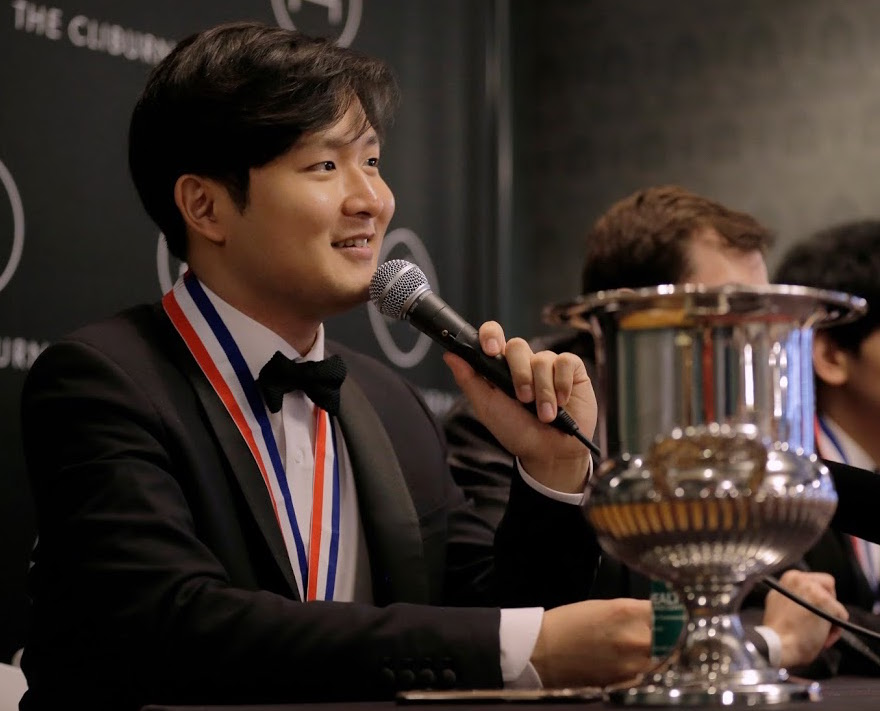
Yekwon Sunwoo, 2017

Yekwon Sunwoo (* 10. Februar 1989 in Anyang) ist ein südkoreanischer Konzertpianist. Als 28-Jähriger und als erster Südkoreaner gewann Yekwon Sunwoo im Juni 2017 den 15. Van-Cliburn-Klavierwettbewerb in Fort Worth, Texas.

## Ausbildung
Sunwoo begann im Alter von acht Jahren Klavier zu spielen. Im Jahr 2004 gab er sein Debüt als Solo- und Orchesterpianist in Korea, bevor er 2005 studienhalber in die USA umzog. Hier studierte er bei Seymour Lipkin am Curtis Institute of Music. Er erwarb hier seinen Bachelor, seinen Master an der Juilliard School bei Robert McDonald und an der Mannes College of Music bei Richard Goode sein Künstlerdiplom. Seit 2016 studiert Sunwoo bei Bernd Goetzke in Hannover.

## Preise und Auszeichnungen
Zu Ehren seines mittlerweile verstorbenen Lehrers Seymour Lipkin hat Sunwoo im Semifinale des Cliburn-Wettbewerbes Mozarts Klavierkonzert in C Dur, KV 467 aufgeführt. Neben der Cliburn-Goldmedaille hat Sunwoo erste Preise beim Internationalen Deutschen Pianistenpreis 2015 in Frankfurt, 2014 beim Vendôme Prize innerhalb der Verbier Festivals, 2013 beim Sendai International Music Competition und 2012 beim Internationalen William-Kapell-Klavierwettbewerb gewonnen.

## Konzerttätigkeit
Nach dem Gewinn des Cliburn-Wettbewerbes startete Sunwoo in die Saison 2017–2018 mit Auftritten bei den internationalen Festivals von Aspen, Grand Teton und Duszniki. Solokonzerte führten ihn nach Chicago, Houston, Los Angeles und Vancouver. Im Frühjahr unternahm mit dem National Orchestra of Cuba eine Konzerttournee durch die Vereinigten Staaten. In Europa gibt Sunwoo sein Konzertdebüt in Großbritannien mit dem Royal Scottish National Orchestra unter Cristian Macelaru. Er tritt in dieser Saison in der Elbphilharmonie in Hamburg und weiteren Städten in Deutschland auf. Weitere Konzerte in Europa gibt er in Brüssel, Kopenhagen, Madrid, und Helsingborg. Er wird auch Konzerte in Asien unter anderem in Beirut, Taiwan, Hongkong und in Südkorea geben. 
In vorangehenden Konzertsaisonen trat Sunwoo als Solist mit dem Baltimore Symphony Orchestra unter Marin Alsop, dem Juilliard Orchestra unter Itzhak Perlman, dem Houston Symphony Orchestra mit James Feddeck, dem Fort Worth Symphony Orchestra unter Leonard Slatkin und Nicholas McGegan, dem Nationalorchester von Belgien, dem Sendai Philharmonic Orchestra und weiteren Orchestern auf.
Als passionierter Kammermusiker gehören das Jerusalem- und das Brentano String Quartet, die Geiger Benjamin Beilman und Ida Kafavian, die Cellisten Edgar Moreau, Gary Hoffman und Peter Wiley sowie die Pianistin Anne-Marie McDermott zu seinen Partnern.

## Musikveröffentlichungen
Das Plattenlabel Decca Gold brachte zwei Wochen nach seinem Cliburn-Gewinn  den Tonträger Cliburn Gold 2017 heraus. Dieser enthält seine preisgekrönten Aufführungen von Ravels La valse und Rachmaninoffs Zweite Klaviersonate.

## Wertung
Yekwon Sunwoo wurde bei dem Cliburn-Wettbewerb für „seine sanften, zärtlichen Bewegungen in leisen Passagen“ und „seine totale Beherrschung des Instrumentes und sein ausdrucksvolles Spiel“ gefeiert. Sunwoo ist ein „kraftvoller und virtuoser Performer, der nach seinen eigenen Worten „nach der Wahrheit und reinen Schönheit der Musik strebt“ und hofft, diese fundamentalen Emotionen dem Publikum vermitteln zu können.“